# Бульвар по проспекту Мира
Бульвар по проспекту Мира (укр. Бульвар по проспекту Миру) — бульвар, расположенный на территории Деснянского района Чернигова. Площадь — 8,9, 12,5 га. Является местом отдыха горожан.

## История
«Бульвар имени Т. Г. Шевченко» был заложен в 1947 году. В 1961 году переименован на «Бульвар имени Ленина». В 1961 году бульвар был реконструирован архитекторами А. А. Карнабедом и С. Заболотным, дендрологом З. Капитовой. 
В центральной части бульвара: севернее пересечения проспектов Мира и Победы 6 ноября 1967 года был установлен памятник В. И. Ленину. Был демонтирован 21 февраля 2014 года вследствие акта вандализма. 
В 1990 году в северной части бульвара (напротив дома № 53 улицы Ленина) был установлен памятный знак землякам воинам-интернационалистам.
К 65-й годовщине Победы в Великой Отечественной войне, в 2010 году городской комиссией по переименованию улиц предлагалось установление «памятного знака на месте казни фашистскими оккупантами черниговских подпольщиков в 1942 году» на зелёной зоне перекрёстка проспектов Мира и Победы; проект не был реализован.
В 2010-е года была проведена реконструкция части (от Красной площади до проспекта Победы) бульвара (инфраструктура: установлены лавочки и урны, созданы детский площадки, ремонт дорожного покрытия и фонтанов).

## Описание
Бульвар вытянутый с юго-востока на северо-запад от Красной площади до площади Дружбы Народов и исторически сложившейся местности Ковалевка — от перекрёстка проспекта Мира и улицы Гетмана Полуботка до перекрёстка проспекта Мира и улицы Софии Русовой. Северная часть (между улицами Мазепы и Русовой) бульвара имеет площадь 2,9 га.
Бульвар ограничен проспектом Мира и разделён на четыре участка (в форме четырёхугольников) пересекающими проспект Мира улицами Киевская и Ивана Мазепы, проспектом Победы, улицей Коцюбинского. 
Абсолютные высоты колеблются в пределах 125-131 м над уровнем моря. 
Памятники монументального искусства местного значения:
1. «Памятный знак землякам воинам-интернационалистам»[10] (1979-1989, 1990) — напротив дома № 53 проспекта Мира

## Природа
Формирование бульвара, как и других послевоенных парковых территорий, связано со значительным ассортиментом древесных растений из рассадника Черниговского областного ботанического сада, совхоза «Деснянский» и КП «Зеленбуд». Бульвар по проспекту Мира отмечается наибольшим видовым разнообразием среди послевоенных парковых территорий города. В период существования Черниговского ботанического сада создавался данный бульвар, который характеризуется значительным видовым разнообразием интродуцентов на основе существующих природных очагов. Также ассортимент будущего бульвара, как и других парковых территорий города послевоенного периода, создавался силами совхоза «Деснянский» и КП «Зеленбуд». В зимний период наблюдается засоления возле парковых дорог.
Здесь насчитывается 57 видов растений, в т.ч. 20 местных видов, из 21 семейства и 35 родов. Основу бульвара составляют 86 единиц культивара вида дуб черешчатый (Quercus robur L. ('Pyramidalis')).